# Híres László
Híres László, Hrabusa (Újpest, 1917. július 5. – Budapest, 2008.) atléta, mesteredző.

## Pályafutása

### Versenyzőként
1934 és 1936 között 800 métertől 3000 méterig kilenc bajnokságot nyert az UTE színeiben. Ő volt az ország első akadályfutó bajnoka (1938: 9:48,2); ettől az évtől kezdve 1950-ig huszonhét alkalommal volt tagja a magyar válogatottnak. 1939-ben 3000 méter akadályfutásban 9:32,2 másodperccel országos csúcsot futott - ezenkívül győzött 1500 méter síkfutásban is (3:55,4) - egész pályafutását hét országos rekord fémjelzi. 1500 métertől 3000 méter akadályfutásig 11 magyar bajnokságot nyert. 1947-ben két mérföldes akadályfutásban győzött az angol bajnokságon, 1949-ben a román bajnoki címet is megszerezte.

### Edzőként
A versenyszerű futást 1953-ban fejezte be, de már tíz évvel hamarabb elkezdte szakvezetői tevékenységet, amely méltán emelte a legnagyobb magyar edzők közé. A negyvenes évek végén Jugoszláviában edzősködött. 1956 és 1962 között, két időszakban a román futók felkészítését vezette (ekkor Vámos Zoltán az 1960. évi nyári olimpiai játékokon ötödik 1500 méter síkfutásban, 1962-ben Európa-bajnok második 3000 méter akadályfutásban). A külföldi sikerek után 1969-ben tért vissza Újpestre, ahol 1977-ig folyamatosan nevelte a bajnokokat és a csúcstartókat. Egyedülálló edzői rekordként volt olyan időszaka, amikor 800 métertől 10 000 méterig minden távon az ő versenyzői tartották az országos csúcsot.  Tudását az öttusa is kamatoztatta. A nyolcvanas években foglalkozott a sportág világhírű magyar képviselőivel. Az 1988. évi nyári olimpiai játékokon győztes öttusa csapat (Martinek János, Mizsér Attila, Fábián László) futóedzője.
Legeredményesebb magyar atlétái:
- Szentgáli Lajos
- Mecser Lajos
- Zemen János
- Markó Gábor
- Fancsali András
- Kerékjártó István

Mind a versenypályán, mind a civil életben a nemzetért való elkötelezettség jellemezte. Gödön  - ahol díszpolgári címet kapott és több mint 60 évig élt - felkutatta a második világháborúban elesettek, eltűntek, elhurcoltak neveit, emlékmű avatásuk szervezője, szónoka volt. A háza előtt a kilencvenes években mindig lobogott a magyar zászló. Híresen fanatikus volt: mikor 1968-ban megtudta, hogy nem kísérheti el Mecser Lajost a mexikói olimpiára, saját vérével írt levelet Kutas István sportvezetőnek - mindezek ellenére itthon maradt. Kiválóan rajzolt és fotózott. Sport karikatúrái igen ismertek és kedveltek voltak.

## Kitüntetései
- Magyar Népköztársaság Sport Érdemérem Arany Fokozata
- Magyar Köztársasági Érdemrend kiskeresztje
- Göd Díszpolgára (2002)

### Külső hivatkozások
- Magyar Atlétikai Szövetség honlapja
- Göd város honlapja Archiválva 2016. március 14-i dátummal a Wayback Machine-ben
- UTE hivatalos oldala
- Salánki Miklós: A „Híres”-neves edző nyolcvanöt éve[halott link]
- Magyar férfi bajnokok atlétikában, hosszútáv- és akadályfutás
- Magyar férfi bajnokok atlétikában, középtávfutás